# Bulbophyllum concavibasalis
Bulbophyllum concavibasalis là một loài phong lan thuộc chi Bulbophyllum.
Loài này có tại các khu vực nhiệt đới thuộc Papua New Guinea và Indonesia. Chúng có xu hướng sống đơn lẻ, mỗi cây có một hoa.